# Kanzel (Paar, Friedberg)

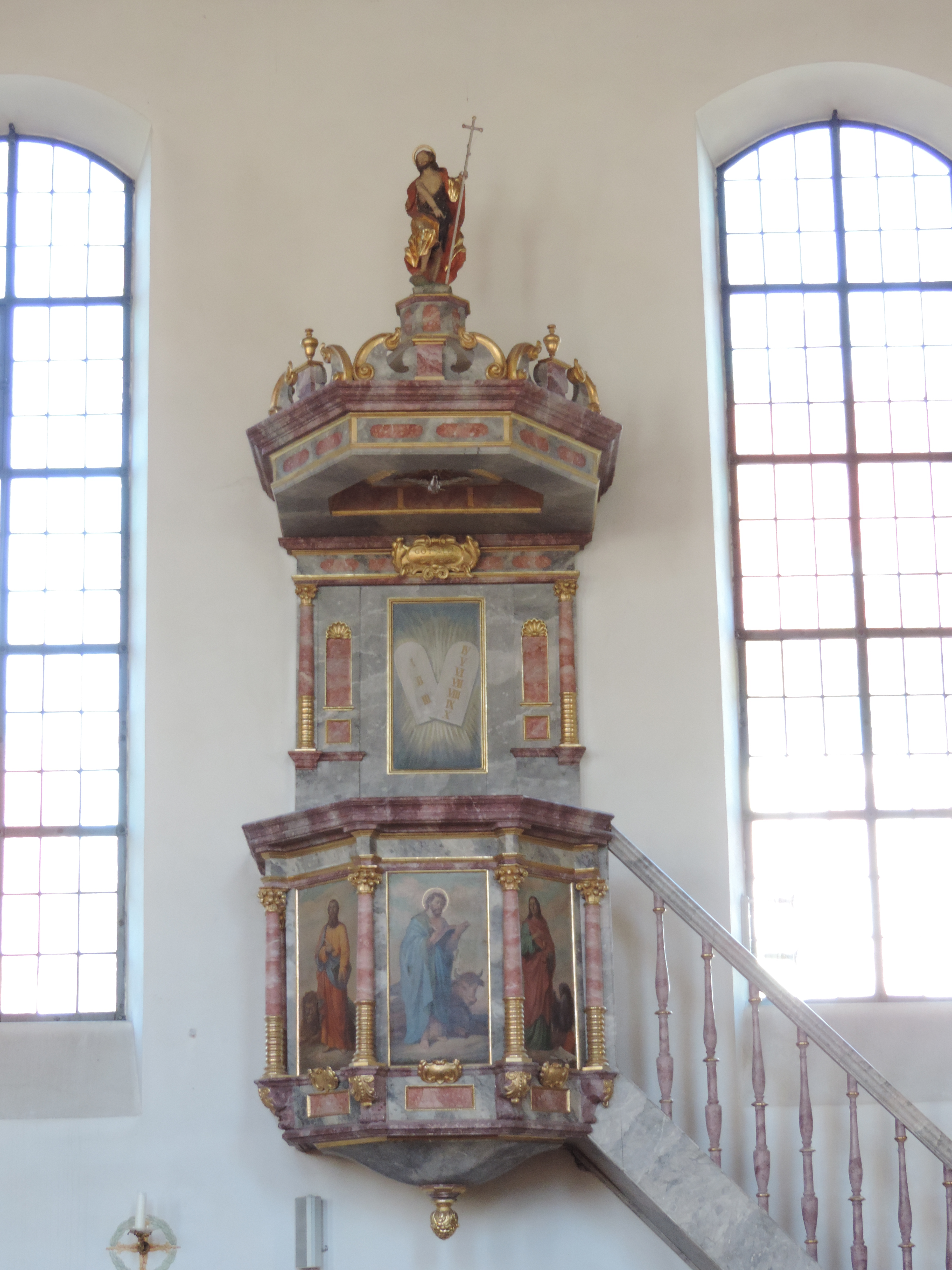
Kanzel in Paar

Die Kanzel in der katholischen Pfarrkirche St. Johannes Baptist in Paar, einem Stadtteil von Friedberg im Landkreis Aichach-Friedberg im bayerischen Regierungsbezirk Schwaben, wurde Ende des 19. Jahrhunderts geschaffen. Die Kanzel ist ein Teil der als Baudenkmal geschützten Kirchenausstattung.
Die hölzerne Kanzel im Stil der Neubarocks besitzt einen fünfeckigen Kanzelkorb mit Gemälden der Evangelisten. 
Auf dem sechseckigen Schalldeckel mit Gesims thront die Figur des Salvator mundi.
An der Rückwand sind in einem Rahmen zwischen zwei Säulen die Gesetzestafeln aufgemalt.